# Olympische Sommerspiele 1948/Teilnehmer (Niederlande)
| Gelbes Symbol für Goldmedaillen mit stilisierten Olympischen Ringen | Graues Symbol für Silbermedaillen mit stilisierten Olympischen Ringen | Braundes Symbol für Bronzemedaillen mit stilisierten Olympischen Ringen |
| ------------------------------------------------------------------- | --------------------------------------------------------------------- | ----------------------------------------------------------------------- |
| 5                                                                   | 2                                                                     | 9                                                                       |

Die Niederlande nahmen an den Olympischen Sommerspielen 1948 in London mit einer Delegation von 137 Athleten (103 Männer und 34 Frauen) an 68 Wettkämpfen in siebzehn Sportarten teil. Hinzu kamen noch zwölf Teilnehmer an den Kunstwettbewerben, sie blieben ohne Medaillenerfolg. Fahnenträger bei der Eröffnungsfeier war der Fußballtorwart Wim Landman, der im olympischen Fußballturnier zwar zum Kader zählte, jedoch zu keinem Einsatz kam.

## Teilnehmer nach Sportarten

### Boxen
- Appie Corman
- Moos Linneman
- Hennie Quentemeijer
- Jan Remie
- Jan Schubart
- Frits Wijngaard

### Fechten
| Männer - Antoon Hoevers - Roelof Hordijk - Eddy Kuijpers - Frans Mosman - Henny ter Weer - Willem van den Berg - Johannes Zoet | Frauen - Mary Meijer-van der Sluis - Anja Secrève |

### Fußball
- Achtelfinale
- Bram Appel
- Jeu van Bun
- Piet Kraak
- Kees Krijgh
- Abe Lenstra
- Kees Rijvers
- André Roosenburg
- Henk Schijvenaar
- Rinus Terlouw
- Kees van der Tuijn
- Arie de Vroet
- Faas Wilkes
ohne Einsatz:
- Louis Biesbrouck
- Mick Clavan
- Guus Dräger
- Jan Everse senior
- Wim Landman
- Rinus Schaap
- Joop Stoffelen

### Gewichtheben
- Abraham Charité
Bronze  Schwergewicht
- Jan Smeekens

### Hockey
- Bronze
- André Boerstra
- Henk Bouwman
- Piet Bromberg
- Harry Derckx
- Han Drijver
- Dick Esser
- Roepie Kruize
- Jenne Langhout
- Dick Loggere
- Ton Richter
- Eddy Tiel
- Wim van Heel

### Kanu
| Männer - Jochem Bobeldijk - Cees Gravesteijn - Cornelis Koch - Wim Pool - Harry Stroo - Wim van der Kroft | Frauen - Lida van der Anker-Doedens Silber Kajak-Einer 500 m |

### Leichtathletik
| Männer - Frits de Ruijter - Hans Houtzager - Jan Kleyn - Jan Lammers - Jef Lataster - Nico Lutkeveld - Jan Meijer - Gabe Scholten - Wim Slijkhuis Bronze 1500 m Bronze 5000 m - Jan Zwaan - Jo Zwaan | Frauen - Fanny Blankers-Koen Gold 100 m Gold 200 m Gold 80 m Hürden Gold 4 × 100 m - Elly Dammers - Gré de Jongh - Nel Karelse - Ans Koning - Ans Niesink - Nel Roos-Lodder - Xenia Stad-de Jong Gold 4 × 100 m - Jo Teunissen-Waalboer - Gerda van der Kade-Koudijs Gold 4 × 100 m - Nettie Witziers-Timmer Gold 4 × 100 m |

### Radsport
- Theo Blankenaauw
- Klaas Buchly
- Henk Faanhof
- Evert Grift
- Joop Harmans
- Jan Hijzelendoorn jr.
- Piet Peters
- Tinus van Gelder
- Gerrit Voorting
Silber  Straßenrennen, Einzel

### Reiten
- Jan de Bruine
- Joachim Gruppelaar
- Jaap Rijks
- Dick ten Cate
- Ernest van Loon

### Ringen
- Klaas de Groot
- Henk Dijk
- Johannes Munnikes
- Johan Schouten

### Rudern
- Han Dekker
- Sietze Haarsma
- Tom Neumeier
- Han van den Berg
- Henk van der Meer
- Hein van Suylekom

### Schießen
- Christiaan Both
- Jan Hendrik Brussaard
- Paulus Kessels
- Geurt Schoonman

### Schwimmen
| Männer - Bob Bonte - Kees Kievit | Frauen - Jannie de Groot - Greetje Gaillard - Irma Schumacher Bronze 4 × 100 m Freistil - Tonnie Hom - Marie-Louise Linssen Bronze 100 m Freistil Bronze 4 × 100 m Freistil - Margot Marsman Bronze 4 × 100 m Freistil - Hannie Termeulen Bronze 4 × 100 m Freistil - Ria van der Horst - Dicky van Ekris - Nel van Vliet Gold 200 m Brust |

### Segeln
- Koos de Jong
Bronze  Firefly
- Wim de Vries Lentsch
- Biem Dudok van Heel
- Kees Jonker
- Flip Keegstra
- Bob Maas
Bronze  Star
- Edward Stutterheim
Bronze  Star
- Wim van Duyl

### Turnen
Frauen
- Lenie Gerrietsen
- Truida Heil-Bonnet
- Dientje Meijer-Haantjes
- Klara Post
- Annie Ros
- Anna Maria van Geene
- Cootje van Kampen-Tonneman
- Jacoba Wijnands

### Wasserball
- Bronze
- Cor Braasem
- Hennie Keetelaar
- Nijs Korevaar
- Joop Rohner
- Albert Ruimschotel
- Piet Salomons
- Frits Smol
- Hans Stam
- Ruud van Feggelen

### Wasserspringen
Frauen
- Cobie Floor
- Kiki Heck